# Monjes basilios
Los monjes basilios o padres basilianos son monjes pertenecientes a la orden instituida en la región del Ponto por san Basilio, obispo de Cesarea, en el año 363. La regla de la misma lleva el nombre de su creador: regla de san Basilio.
La posterior Regula Benedicti (regla de San Benito), creada por San Benito de Nursia y considerada la base de la vida monástica occidental se inspiró en buena medida en los escritos de San Basilio.

## Basilios en Italia
A la orden basiliana perteneció Nilo de Rossano (San Nilo, Calabria, 910 – Tusculum, 26 de septiembre de 1004), eremita, abad y fundador de la Abadía de Grottaferrata, que es venerado tanto por la Iglesia católica como por la Iglesia ortodoxa y es santo patrono de Rossano (Calabria), donde es festejado el 26 de septiembre y donde, en el año 2004, se celebró el milenario de su muerte.

## Basilios en España
El año 1540 se estableció o restauró en España la "antiquísima Orden de los monjes basilios", "Orden basilia" o "Congregación basilia". Vivían entonces en una soledad del obispado de Jaén algunos varones de conocida piedad, a quienes el obispo dio la regla de san Basilio, nombrando abad a uno de ellos.
La esposa del conde-duque de Olivares era muy devota de la Orden de San Basilio. El 27 de agosto de 1634 el conde-duque de Olivares fundó el Convento de Nuestra Señora del Buen Suceso (también conocido como del Tardón o de Retamar), de frailes basilios, en Aznalcóllar.
Después, en 1679 el papa Gregorio XIII unió estos monjes a la Congregación de basilios de Italia, de los que con el tiempo se formaron tres provincias en España.